# Ozero Saumalkol'
Ozero Saumalkol' (ryska: Ozero Saumalkol’) är en saltsjö i Kazakstan.   Den ligger i oblystet Nordkazakstan, i den norra delen av landet, 300 km nordväst om huvudstaden Astana. Arean är 19,9 kvadratkilometer.